# 皮萨诺
皮萨诺（義大利語：Pisano），是意大利诺瓦拉省的一个市镇。总面积2平方公里，人口809人，人口密度404.5人/平方公里（2009年）。ISTAT代码为003119。